# Mirów (powiat Szydłowiecki)
Mirów is een dorp in het Poolse woiwodschap Mazovië, in het district Szydłowiecki. De plaats maakt deel uit van de gemeente Mirów.